# Давай поцелуемся
«Давай поцелуемся» (фр. Un baiser s'il vous plaît) — французский романтический комедийный фильм режиссёра Эмманюэля Муре с Виржини Ледуайен, Муре, Жюли Гайе, Михаэлем Коэном, Фредерик Бель и Стефано Аккорси в главных ролях. Премьера состоялась 4 сентября 2007 года на Международном кинофестивале в Венеции.

## Сюжет
В Нанте Габриэль (Микаэль Кон) знакомится с Эмили (Жюли Гайе), замужней женщиной. Они проводят вместе вечер, и когда приходит время расставаться, Габриэль просит Эмили поцеловать его. Она отказывается и объясняет причину своего поступка, рассказывая ему историю:  в Париже у её подруги Жюдит (Виржини Ледуайен), счастливой в браке, есть друг детства Николя (Эмманюэль Муре), с которым она до сих пор регулярно видится и общается на все темы ничего не утаивая.  Однажды, в качестве решения проблемы отсутствия физической привязанности, Николас просит Жюдит о платоническом поцелуе. Она соглашается, и впоследствии то, что должно было быть простым актом между друзьями без последствий, становится сложным, и ситуация быстро выходит из-под контроля.

## В ролях
| Актёр            | Роль      |
| ---------------- | --------- |
| Виржини Ледуайен | Жюдит     |
| Эмманюэль Муре   | Николас   |
| Жюли Гайе        | Эмили     |
| Микаэль Коэн     | Габриэль  |
| Стефано Аккорси  | Клаудио   |
| Фредерик Бель    | Калин     |
| Мелани Модран    | Пенелопа  |
| Мари Мадинье     | Эглантина |

## Критика
Фильм получил положительные отзывы кинокритиков. На сайте Rotten Tomatoes фильм имеет рейтинг 78 % на основе 74 рецензий со средним баллом 6,6 из 10

## Интересные факты
- сцены на выставке (история Габриэля)  были сняты в музее изящных искусств;
- роскошный отель, в котором остановилась  Эмили - Музей Добре ;
- в фильме переплетаются истории до трех уровней повествования: Эмили рассказывает Габриэлю историю Жюдит и Николаса, в которую она вовлечена; Николас рассказывает, как познакомился с Эглантиной; Габриэль, в свою очередь, рассказывает Эмили, о том как он встретил свою будущую жену.